# Jennifer Marron
Jennifer Marron es una deportista estadounidense que compitió en remo. Ganó dos medallas en el Campeonato Mundial de Remo, oro en 1984 y plata en 1985.

## Palmarés internacional
| Campeonato Mundial | Campeonato Mundial | Campeonato Mundial | Campeonato Mundial        |
| Año                | Lugar              | Medalla            | Prueba                    |
| ------------------ | ------------------ | ------------------ | ------------------------- |
| 1984               | Montreal (Canadá)  | Medalla de oro     | Ocho con timonel ligero   |
| 1985               | Malinas (Bélgica)  | Medalla de plata   | Cuatro sin timonel ligero |